# Adama Sanogo
Adama Sanogo, né le 12 février 2002 à Bamako au Mali, est un joueur malien de basket-ball évoluant au poste de pivot et mesurant 2,02 m.

## Biographie

### Carrière universitaire
Entre 2020 et 2023, il joue pour les Huskies du Connecticut. Il est sacré champion NCAA et meilleur joueur du Final Four en 2023.

### Carrière professionnelle
Il n'est pas sélectionné lors de la draft 2023 mais signe un contrat two-way avec les Bulls de Chicago quelques jours plus tard. Ce contrat est renouvelé à l'intersaison 2024. Il est coupé en février 2025.

## Palmarès et distinctions individuelles

### Universitaires
- Champion NCAA (2023)
- NCAA Final Four Most Outstanding Player (2023)
- 2× First-team All-Big East (2022, 2023)
- Big East All-Freshman Team (2021)

## Statistiques

### Universitaires
| Saison    | Équipe      | Matchs | Titul. | Min./m | % Tir | % 3pts | % LF | Rbds/m. | Pass/m. | Int/m. | Ctr/m. | Pts/m. |
| --------- | ----------- | ------ | ------ | ------ | ----- | ------ | ---- | ------- | ------- | ------ | ------ | ------ |
| 2020-2021 | Connecticut | 23     | 20     | 17.0   | .554  | –      | .577 | 4.8     | .6      | .4     | .9     | 7.3    |
| 2021-2022 | Connecticut | 29     | 28     | 29.2   | .504  | .000   | .686 | 8.8     | 1.0     | .9     | 1.9    | 14.8   |
| 2022-2023 | Connecticut | 39     | 39     | 26.5   | .606  | .365   | .766 | 7.7     | 1.3     | .7     | .8     | 17.2   |
| Carrière  | Carrière    | 91     | 87     | 25.0   | .560  | .358   | .715 | 7.3     | 1.0     | .7     | 1.2    | 13.9   |